# Euroliga 2011./12.
Ovo je 55. izdanje elitnog europskog klupskog košarkaškog natjecanja. Sudjelovale su 24 momčadi (38 računajući kvalifikacije) raspoređene u četiri skupine po četiri. Najbolje četiri iz svake išlo je u Top 16 u kojem su bile formirane četiri skupine, a iz svake su dvije išle u četvrtzavršnicu. Završni turnir održan je u Istanbulu od 11. do 13. svibnja 2011. Hrvatski predstavnik KK Zagreb ispao je u skupini.
- najkorisniji igrač:  Andrej Kiriljenko ( CSKA Moskva)

## Završni turnir

### Poluzavršnica
- CSKA Moskva -  Panathinaikos 66:64
- Olympiacos -  Barcelona 68:64

### Završnica
- CSKA Moskva -  Olympiacos 61:62

- europski prvak:  Olympiacos (drugi naslov)
  - sastav: Kyle Hines, Pero Antić, Vasilis Spanoulis, Panagiotis Vasilopoulos, Joey Dorsey, Marko Kešelj, Michalis Pelekanos, Lazaros Papadopoulos, Martynas Gecevičius, Andreas Glyniadakis, Giorgos Printezis, Kostas Papanikolaou, Vangelis Mantzaris, Kostas Sloukas, Dimitris Katsivelis, Acie Law, trener Dušan Ivković